# Valentine Rothe
Valentine Rothe (* 23. September 1934 in Kassel) ist eine deutsche Geschichtsdidaktikerin und Malerin.

## Leben
Rothe studierte Geschichte, Philosophie und Germanistik in Frankfurt, München und Münster. Sie promovierte an der Pädagogischen Hochschule Rheinland, Abteilung Bonn. Rothe war ständige Mitarbeiterin der Zeitschrift Geschichtsdidaktik und wissenschaftliche Assistentin an der Gesamthochschule Duisburg. Nach einer Studie über die Russische Revolution 1905 arbeitete sie eng mit Annette Kuhn in der Geschichtsdidaktik und in frauenhistorischen Arbeiten zusammen. Sie habilitierte sich 1985 an der Universität Duisburg. Als Privatdozentin lehrte sie an der Universität Bonn.
Rothe gehört zum Vorstand des Frauenmuseums Bonn. Sie ist Ehrenmitglied im Vorstand der Europäischen Akademie für Frauen in Politik und Wirtschaft Berlin. Sie hat den Valentine-Rothe-Preis für junge Künstlerinnen gestiftet.

## Schriften
- Die russische Revolution. Kösel, München 1974, ISBN 3-466-35024-7.
- mit Annette Kuhn (Hrsg.): Geschichte im Unterricht. Entwürfe und Materialien. München 1974 ff.
- Der russische Anarchismus und die Rätebewegung 1905: Eine geschichtswissenschaftliche und geschichtsdidaktische Untersuchung. Campus, Frankfurt am Main 1978, ISBN 3-593-32326-5.
- mit Annette Kuhn: Geschichtsdidaktisches Grundwissen: Ein Arbeits- und Studienbuch. Kösel, München 1980, ISBN 3-466-30210-2.
- mit Annette Kuhn: Frauen im deutschen Faschismus: Eine Quellensammlung mit fachwissenschaftlichen und fachdidaktischen Kommentaren. 2 Bände. Schwann, Düsseldorf 1982, ISBN 3-590-18013-7, ISBN 3-590-18014-5.
- mit Annette Kuhn: Frauenarbeit und Frauenwiderstand im NS-Staat. Schwann, Düsseldorf 1982 ISBN 3-590-18014-5.
- Werteerziehung und Geschichtsdidaktik: Ein Beitrag zu einer kritischen Werteerziehung im Geschichtsunterricht (Habilitationsschrift). Schwann, Düsseldorf 1987.
- mit Annette Kuhn (Hrsg.): Frauen in Geschichte und Gesellschaft. Band 1. Centaurus Verlag, 1988 ff. (bis Bd. 43)
- mit Annette Kuhn und Marianne Pitzen (Hrsg.): Frauenleben im NS-Alltag. Bonn 1933–1945. Bonn 1991.
- mit Annette Kuhn (Hrsg.): Studien zur Frauengeschichte. Band 1 ff., Pfaffenweiler 1993.
- mit Annette Kuhn und Brigitte Mühlenbruch (Hrsg.): 100 Jahre Frauenstudium. Frauen an der Rheinischen Friedrich-Wilhelms-Universität Bonn. Edition Ebersbach, Dortmund 1996, ISBN 3931782115.
- Marianne Pitzen (Hrsg.): Valentine Rothe, Malerei: Ausstellung vom 8. August bis 5. September 2004, im Frauenmuseum Bonn. Frauenmuseum, Bonn 2004, ISBN 3-928239-87-2.
- Zeitschrift: METIS. Zeitschrift für historische Frauenforschung und feministische Praxis (mit Annette Kuhn, Christina von Braun, Hannelore Bublitz, Doris Lemmermühle-Thüsing, Anne Schlüter, Uta C. Schmidt, Leonore Wenschkewitz und Susanne Thurn).